# Messier 2
Messier 2 hay M2 (còn gọi là NGC 7089) là một cụm sao cầu nằm trong chòm sao Bảo Bình (Aquarius), khoảng 5 độ về phía bắc ngôi sao Beta Aquarii. Nó được Jean-Dominique Maraldi phát hiện năm 1746 và là một trong những cụm sao cầu lớn nhất đã biết.

## Phát hiện và khả năng nhìn thấy
M2 được nhà thiên văn người Pháp là Jean-Dominique Maraldi phát hiện năm 1746 trong khi ông cùng với Jacques Cassini quan sát một sao chổi. Charles Messier tái phát hiện nó vào năm 1760 nhưng lại cho rằng nó là một tinh vân không có ngôi sao nào gắn liền với nó. William Herschel là người đầu tiên phân giải các ngôi sao riêng lẻ trong cụm sao này vào năm 1794.
Trong các điều kiện cực kỳ thuận lợi, M2 hoàn toàn có thể nhìn thấy bằng mắt trần. Các ống nhòm hay các kính viễn vọng nhỏ sẽ nhận dạng cụm này là không có sao trong khi các kính viễn vọng lớn hơn sẽ phân giải các ngôi sao riêng lẻ, trong số đó các ngôi sao sáng nhất có cấp sao biểu kiến bằng 13,1.

## Đặc trưng

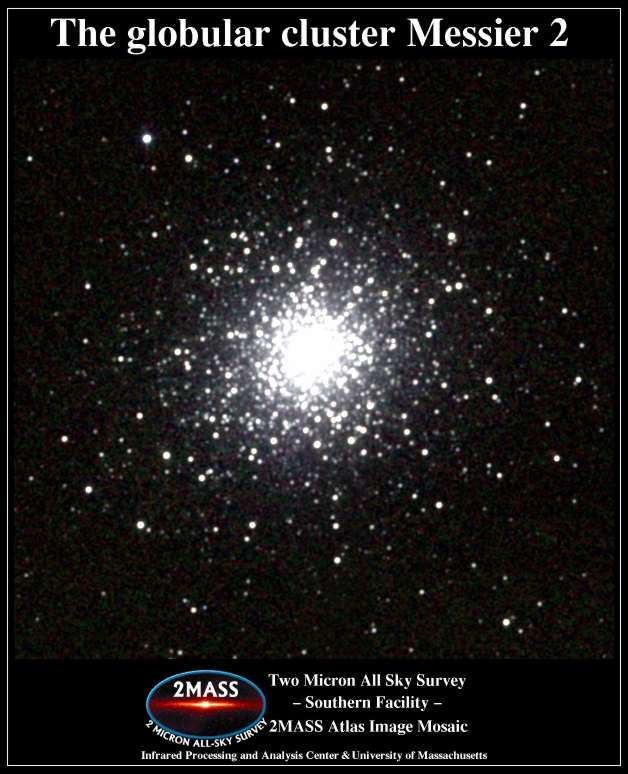
M2 từ khảo sát bầu trời 2MASS.

M2 cách Trái Đất khoảng 37.500 năm ánh sáng. Với đường kính 175 năm ánh sáng, nó là một trong những cụm sao cầu lớn nhất đã biết. Cụm sao này dồi dào sao, kết đặc, và có hình dạng elip đáng kể. Nó khoảng 13 tỷ năm tuổi và là một trong các cụm sao cầu lâu đời gắn liền với Ngân Hà.
M2 chứa khoảng 150.000 ngôi sao, bao gồm 21 sao biến quang đã biết. Các ngôi sao sáng nhất của nó là các sao khổng lồ đỏ và vàng. KIểu quang phổ tổng thể là F4.